# Federico Bonansea
Federico Bonansea (Dalmacio Vélez Sarsfield, Provincia de Córdoba, Argentina; 13 de marzo de 1998) es un futbolista argentino. Juega como arquero y su primer equipo fue Villarreal "C" de España. Actualmente milita en San Martín de San Juan de la Liga Profesional.

## Trayectoria
Oriundo de Dalmacio Vélez Sarsfield, Federico Bonansea se inició futbolísticamente en el Club Social y Deportivo Fray Nicasio Gutiérrez de su ciudad natal, luego pasó por All Boys de Villa María y Atlético Estudiantes de Hernando, y finalmente en 2010 se sumó a las inferiores de Belgrano de Córdoba. En 2015 el entrenador Ricardo Zielinski lo llevó a la pretemporada con el plantel profesional y en noviembre de ese año firmó su primer contrato con el club.
A mediados de 2016 fue cedido al Villarreal de España, donde hizo su debut como profesional jugando en la Tercera División con el segundo equipo filial. Sin embargo, no tuvo demasiada continuidad a lo largo de la temporada y una vez finalizado el préstamo, el Submarino Amarillo decidió no hacer uso de la opción de compra.
De regreso en Belgrano, integró el plantel profesional durante dos temporadas pero siempre como tercer arquero y pudiendo atajar únicamente en Reserva, por lo que a mediados de 2019 su contrato no fue renovado y quedó con el pase en su poder. Partió nuevamente a España para incorporarse a Moralo, donde sólo estuvo seis meses.
En enero de 2020 volvió a Argentina para sumarse a la Reserva de Unión de Santa Fe; en el segundo semestre del año pasó a formar parte del plantel profesional y fue incluido en la lista de jugadores para la Copa Sudamericana.

## Selección nacional
En 2015 integró la Selección Argentina Sub-17 tanto en el Sudamericano jugado en Paraguay como en la Copa Mundial que se disputó en Chile, aunque le tocó ser suplente en ambos torneos y no sumó minutos.

### Participaciones en Sudamericanos
| Sudamericano                | Sede     | Resultado  |
| --------------------------- | -------- | ---------- |
| Sudamericano Sub-17 de 2015 | Paraguay | Subcampeón |

### Participaciones en Copas del Mundo
| Copa Mundial                | Sede  | Resultado    |
| --------------------------- | ----- | ------------ |
| Copa Mundial Sub-17 de 2015 | Chile | Primera fase |

## Estadísticas
- Actualizado al 27 de octubre de 2024

### Clubes
| Club                      | Div.                | Temporada           | Liga | Liga | Copa Nacional | Copa Nacional | Copa Internacional | Copa Internacional | Total | Total |
| Club                      | Div.                | Temporada           | PJ   | GR   | PJ            | GR            | PJ                 | GR                 | PJ    | GR    |
| ------------------------- | ------------------- | ------------------- | ---- | ---- | ------------- | ------------- | ------------------ | ------------------ | ----- | ----- |
| Villarreal "C" · España   |                     |                     |      |      |               |               |                    |                    |       |       |
| 4.ª                       | 2016/17             | 3                   | -2   | -    | -             | -             | -                  | 3                  | -2    |       |
| Total                     | Total               | 3                   | -2   | -    | -             | -             | -                  | 3                  | -2    |       |
| Belgrano Argentina        |                     |                     |      |      |               |               |                    |                    |       |       |
| 1.ª                       | 2017/18             | 0                   | 0    | 0    | 0             | -             | -                  | 0                  | 0     |       |
| 1.ª                       | 2018/19             | 0                   | 0    | 0    | 0             | -             | -                  | 0                  | 0     |       |
| Total                     | Total               | 0                   | 0    | 0    | 0             | -             | -                  | 0                  | 0     |       |
| Moralo · España           |                     |                     |      |      |               |               |                    |                    |       |       |
| 4.ª                       | 2019/20             | 1                   | -2   | -    | -             | -             | -                  | 1                  | -2    |       |
| Total                     | Total               | 1                   | -2   | -    | -             | -             | -                  | 1                  | -2    |       |
| Unión Argentina           |                     |                     |      |      |               |               |                    |                    |       |       |
| 1.ª                       | 2019/20             | 0                   | 0    | 0    | 0             | -             | -                  | 0                  | 0     |       |
| 1.ª                       | 2020                | -                   | -    | 2    | -3            | 0             | 0                  | 2                  | -3    |       |
| 1.ª                       | 2021                | 0                   | 0    | 0    | 0             | -             | -                  | 0                  | 0     |       |
| Total                     | Total               | 0                   | 0    | 2    | -3            | 0             | 0                  | 2                  | -3    |       |
| Agropecuario Argentina    |                     |                     |      |      |               |               |                    |                    |       |       |
| 2.ª                       | 2022                | 0                   | 0    | 0    | 0             | -             | -                  | 0                  | 0     |       |
| Total                     | Total               | 0                   | 0    | 0    | 0             | -             | -                  | 0                  | 0     |       |
| San Martín (SJ) Argentina |                     |                     |      |      |               |               |                    |                    |       |       |
| 2.ª                       | 2023                | 0                   | 0    | -    | -             | -             | -                  | 0                  | 0     |       |
| 2.ª                       | 2024                | 1                   | -2   | 0    | 0             | -             | -                  | 1                  | -2    |       |
| 1.ª                       | 2025                | 0                   | 0    | 0    | 0             | -             | -                  | 0                  | 0     |       |
| Total                     | Total               | 1                   | -2   | 0    | 0             | -             | -                  | 1                  | -2    |       |
| Total en su carrera       | Total en su carrera | Total en su carrera | 5    | -6   | 2             | -3            | 0                  | 0                  | 7     | -9    |

### Selección
| Selección                                                         | Año                 | Amistosos | Amistosos | Sudamérica(1) | Sudamérica(1) | Mundial(2) | Mundial(2) | Total | Total |
| Selección                                                         | Año                 | PJ        | GR        | PJ            | GR            | PJ         | GR         | PJ    | GR    |
| ----------------------------------------------------------------- | ------------------- | --------- | --------- | ------------- | ------------- | ---------- | ---------- | ----- | ----- |
| Sub-17 Argentina                                                  |                     |           |           |               |               |            |            |       |       |
| 2015                                                              | -                   | -         | 0         | 0             | 0             | 0          | 0          | 0     |       |
| Total                                                             | -                   | -         | 0         | 0             | 0             | 0          | 0          | 0     |       |
| Total en su carrera                                               | Total en su carrera | -         | -         | 0             | 0             | 0          | 0          | 0     | 0     |
| (1) Incluye Sudamericano Sub-17. (2) Incluye Copa Mundial Sub-17. |                     |           |           |               |               |            |            |       |       |